# Ronnyara
× Ronnyara, (abreviado Rnya) en el comercio, es un híbrido intergenérico entre los géneros de orquídeas Aerides × Ascocentrum × Rhynchostylis × Vanda. Fue publicado en Orchid Rev. 92(1089) cppo: 8 (1984).